# Tatjana Martynowa
Tatjana Martynowa (russisch Татьяна Мартынова; * 15. November 1970) ist eine frühere russische Biathletin.
Tatjana Martynowa hatte ihre größten internationalen Erfolge bei den Biathlon-Europameisterschaften 1997 in Windischgarsten. Im Sprint gewann sie hinter Anna Stera und vor Nathalie Santer die Silbermedaille. Das Staffelrennen gewann sie mit Irina Mileschina und Albina Achatowa vor den Vertretungen aus Deutschland und Tschechien.